# 1958 في البرتغال
فيما يلي قوائم الأحداث التي وقعت خلال عام 1958 في البرتغال.

## رياضة
- 24 أغسطس – جائزة البرتغال الكبرى 1958 الفائز ستيرلنغ موس.

## مواليد

### يناير
- 15 يناير – كارلوس مانويل لاعب كرة قدم برتغالي.

### مايو
- 17 مايو – خوسيه لويس

### يونيو
- 8 يونيو – أنتونيو إنريكيس خيسوس أوليفيرا لاعب كرة قدم برتغالي.

### يوليو
- 22 يوليو – جايمي باتشيكو لاعب كرة قدم برتغالي.

### نوفمبر
- 22 نوفمبر – خوسيه رافاييل لاعب كرة قدم برتغالي.

## وفيات

### يونيو
- 13 يونيو – فاسكو سانتانا (مواليد 1898) ممثل برتغالي.